# Buta
Buta is een stad in de Democratische Republiek Congo gelegen aan de oevers van de Rubi, een zijrivier van de Itimbiri. Buta is de hoofdplaats van de provincie Bas-Uele. Er wordt Lingala gesproken.
Buta telt naar schatting 50.000 inwoners.
De stad ligt op het spoorwegnet van de Vicicongo smalspoorlijn tussen de haltes van Bumba in het westen waar een belangrijke haven aan de Kongo was aangelegd, en Isiro en Mungbere in het oosten. De lijn is buiten gebruik. Ze werd aangelegd tussen 1924 en 1957 om een aantal stroomversnellingen op de Kongo verder stroomopwaarts van Bumba te passeren.
Begin 2005 kwam in de stad en de omgeving van Buta een uitbraak van longpest voor.
Sankuru · Bas-Uele · Kongo Central · Kwango · Kwilu · Mai-Ndombe · Kinshasa · Kasaï · Lulua · Kasaï oriental · Lomami · Maniema · Zuid-Kivu · Noord-Kivu · Ituri · Haut-Uele · Tshopo · Noord-Ubangi · Mongala · Zuid-Ubangi · Evenaarsprovincie · Tshuapa · Tanganyika · Haut-Lomami · Lualaba · Haut-Katanga